# Emmanuelle Seigner
Emmanuelle Seigner (sinh ngày 22 tháng 6 năm 1966) là một nữ diễn viên, người mẫu và ca sĩ người Pháp.

## Phim
| Năm  | Phim                              | Vai                      | Đạo diễn                  |
| ---- | --------------------------------- | ------------------------ | ------------------------- |
| 1984 | Year of the Jellyfish             |                          | Christopher Frank         |
| 1985 | Détective                         | Princess of the Bahamas  | Jean-Luc Godard           |
| 1986 | Cours privé                       | Zanon                    | Pierre Granier-Deferre    |
| 1988 | Frantic                           | Michelle                 | Roman Polanski            |
| 1990 | Dark Illness                      | The Girl                 | Mario Monicelli           |
| 1992 | Bitter Moon                       | Micheline "Mimi" Bouvier | Roman Polanski (2)        |
| 1994 | Le sourire                        | Odile                    | Claude Miller             |
| 1996 | Pourvu que ça dure                | Julie Neyrac             | Michel Thibaud            |
| 1997 | Nirvana                           | Lisa                     | Gabriele Salvatores       |
| 1997 | La divine poursuite               | Bobbi                    | Michel Deville            |
| 1998 | RPM                               | Michelle Claire          | Ian Sharp                 |
| 1998 | Place Vendôme                     | Nathalie                 | Nicole Garcia             |
| 1999 | The Ninth Gate                    | The Girl                 | Roman Polanski (3)        |
| 1999 | Buddy Boy                         | Gloria                   | Mark Hanlon               |
| 2001 | Laguna                            | Thelma Pianon            | Dennis Berry              |
| 2001 | Streghe verso nord                | Lucilla                  | Giovanni Veronesi         |
| 2003 | Corps à corps                     | Laura Bartelli           | François Hanss            |
| 2003 | Os Imortais                       | Madeleine Durand         | António-Pedro Vasconcelos |
| 2004 | Happily Ever After                | Nathalie                 | Yvan Attal                |
| 2004 | Sans toi                          | Armelle                  | Liria Bégéja              |
| 2005 | Backstage                         | Lauren Waks              | Emmanuelle Bercot         |
| 2007 | La Vie en rose                    | Titine                   | Olivier Dahan             |
| 2007 | The Diving Bell and the Butterfly | Céline Desmoulins        | Julian Schnabel           |
| 2007 | Four Last Songs                   | Helena                   | Francesca Joseph          |
| 2009 | Giallo                            | Linda                    | Dario Argento             |
| 2009 | Le code a changé                  | Sarah Mattei             | Danièle Thompson          |
| 2010 | Essential Killing                 | Margaret                 | Jerzy Skolimowski         |
| 2010 | Chicas                            | Nuria                    | Yasmina Reza              |
| 2012 | A Few Hours of Spring             | Clémence                 | Stéphane Brizé            |
| 2012 | In the House                      | Esther Artole            | François Ozon             |
| 2012 | L'homme qui rit                   | Duchess Josiane          | Jean-Pierre Améris        |
| 2013 | Venus in Fur                      | Vanda Jourdain           | Roman Polanski (4)        |
| 2013 | Croire                            | Isabelle                 | Nicolas Cazalé            |
| 2016 | Heal the Living                   | Marianne                 | Katell Quillévéré         |
| 2016 | Et Derrière Moi une Cage Vide     | Lidia                    | Fanny Ardant              |
| 2016 | Le divan de Staline               | Lidia                    | Fanny Ardant (2)          |